# Catocala separata
Catocala separata ist ein Schmetterling (Nachtfalter) aus der Familie der Eulenfalter (Noctuidae).

## Merkmale

### Falter
Die Flügelspannweite der Falter beträgt 37 bis 40 Millimeter. Catocala separata ist die kleinste und dunkelste der Catocala-Arten mit gelben Hinterflügeln. Die Vorderflügeloberseite zeigt verschiedene, meist dunkle Brauntöne. Die äußere Querlinie ist schwarzbraun und weist eine nach innen gerichtete Spitze nahe am Innenrand auf. Die Nierenmakel ist teilweise hell gefüllt und hebt sich deutlich ab. Die Hinterflügeloberseite hat eine schmutzig gelbe Farbe, ein breites, schwarzbraunes Außen- sowie ein gleichfarbiges, schmaleres, leicht gebogenes Mittelband, das am Ende stark abknickt.

### Raupe, Puppe
Die Raupen sind hellgrau gefärbt und auf der gesamten Körperoberfläche mit kleinen dunklen Punkten gezeichnet. Sie zeigen außerdem rötlich gefärbte Warzen auf dem Rücken. Der Kopf ist rotbraun und mit zwei weißlichen halbmondförmigen Streifen sowie einer schwärzlichen Netzung versehen. Die rotbraune Puppe ist blauweiß bereift.

### Ähnliche Arten
Die ähnliche Catocala disjuncta unterscheidet sich von Catocala separata durch das wesentlich hellere Gesamterscheinungsbild mit kräftig gelb gefärbten Hinterflügeln.

## Verbreitung und Lebensraum
Catocala separata kommt von Südosteuropa bis nach Kleinasien lokal verbreitet vor. Die Art besiedelt in erster Linie warme, lichte, immergrüne Eichenwälder in Küstennähe sowie Steppenhänge.

## Lebensweise
Die Falter sind hauptsächlich im Juni und Juli anzutreffen. Sie besuchen künstliche Lichtquellen und Köder. Die Raupen leben von April bis Juni und ernähren sich von den Blättern verschiedener Eichenarten (Quercus). Die Art überwintert als Ei.